# El alambre de púa
El alambre de púa es un cuento del escritor uruguayo Horacio Quiroga, publicado en el libro Cuentos de amor de locura y de muerte en 1917.
En una carta que le escribió a su amigo José María Delgado, Quiroga señaló su preferencia por este cuento, refiriéndose a él como de «lo mejorcito» del libro, ya que «la sensación de vida no está mal lograda allí».

## Argumentos de la historia
El Alazán y el Malacara son una pareja de caballos que viven en una chacra. Un día los caballos deciden escapar juntos a través de una brecha en el monte que había descubierto el malacara. Después de superar varios obstáculos durante su travesía se encontraron con un camino rodeado de pasto y un grupo de vacas, ellas les aseguran que los caballos no pueden pasar para pastar allí y por otro lado les indican la capacidad del toro Barigüí quien puede pasar sobre cualquier límite puesto por los chacareros. Don Zaninski, el polaco propietario del toro, discute con un chacarero ya que Barigüí había pisoteado la avena, finalmente el chacarero le asegura al propietario que el toro no podrá pasar de nuevo gracias al nuevo alambre de púa que está dispuesto a poner. Al día siguiente Barigüí se lastima intentando pasar el nuevo alambre de púa y don Zaninski decide carnearlo.

## Personajes
- El Alazán: es un viejo caballo con un temperamento emprendedor e invencible, es un personaje perseverante y orgulloso.
- El Malacara: es un personaje tranquilo, aventurero y sumiso.
- Las vacas: su utilidad en el cuento es incentivar al toro a pasar los alambres. Son de poca inteligencia y son caracterizadas por su manera de hablar.
- Bariguí: es un toro intransigente y rebelde.
- Don Zaninski: es un polaco desconfiado que no hace caso las advertencias del chacarero.

## Tiempo y espacio
- Las acciones se desarrollan en la Provincia de Misiones.
- Las acciones duran aproximadamente dos días.
- Ocurre por invierno